# ТПО-50
Тяжелый пехотный огнемет ТПО-50 — советский тяжёлый огнемёт фугасного действия.

## История
Опыт Великой Отечественной войны показал необходимость развития огнеметно-зажигательных средств, в главной мере — увеличения мощности и дальности выстрела струйных огнеметов (танковых, возимых, ранцевых). Во время войны советские огнемётчики успешно применяли фугасные огнеметы типа ФОГ, отличавшиеся значительной мощностью огнеметного выстрела и дальностью огнеметания около 100 м. Недостатками ФОГов были их «одноразовость» и «стационарность» (которую в войсках пытались компенсировать установкой ФОГов на тележки или волокуши). Всё это было учтено конструкторами при разработке новых огнемётов в послевоенный период.
В 1952 году на вооружение Советской Армии поступили два новых типа огнемётов — ранцевый ЛПО-50 и тяжёлый ТПО-50. ТПО-50 относился к поршневым пороховым огнеметам многоразового применения, для перемещения по полю боя и прицельной стрельбы снабжался лафетом с колесно-лыжным ходом. Главной задачей, ставившейся перед расчётом ТПО-50, было противодействие живой силе противника, расположенной открыто или в долговременных фортификационных сооружениях, окопах, траншеях, зданиях. Кроме того, исходя из опыта применения огнемётов ФОГ во время Великой Отечественной, огнемётчиков обучали также борьбе с танками и бронемашинами при отражении атак противника. В этом плане ТПО-50 выгодно отличался от своих стационарных предков своей подвижностью и мог использоваться и при отражении контратак противника в ходе собственного наступления.

## Устройство
Огнемет ТПО-50 состоит из трех одинаковых по устройству сменных стволов и лафета. Сменный ствол представляет собой корпус и головку, соединенные между собой накидной гайкой, а также пороховую камеру, сопло с запорным устройством, поршень-обтюратор и механический взрыватель или электрический контакт. В корпусе находится огнесмесь и создается рабочее давление. К нему приварены колодки прицельной рамки, имевшей три прорези и рассчитанной на дистанции 100, 120 и 140 м, и упор тройного хомута. На штампованном сферическом дне корпуса имеется ухо для крепления ствола на лафете. В отверстиях уха крепится ручка, за которую ствол переносится.
Главной деталью сменного ствола является головка, в которую монтируются все рабочие узлы огнемета. Головка сферической формы производится методом штамповки из листовой стали. На ней имеется кольцо для соединения с корпусом. В сферическую часть её с помощью сварки приделана втулка сифона, стакан пороховой камеры и втулка предохранительного клапана. Внутренняя часть втулки сифона переходит в сифонную трубу, обеспечивающую выброс огнесмеси. Сифонная труба имеет раструб, благодаря которой огнесмесь плавно покидает сифонную трубу. Для выхода остаточных газов из сменного ствола в конце огнеметного выстрела в нижней части трубы и во втулке поршня-обтюратора сделано отверстие. Поршень-обтюратор, надетый на сифонную трубу, предназначен для равномерного распределения давления пороховых газов на поверхность огнесмеси при выбрасывании её из ствола во время выстрела.
Пороховая камера служит для установки в ней воспламеняющего устройства, порохового заряда, колосника, газового сопла и иных деталей, обеспечивающих производство выстрела. Она монтируется на стакане головки. На крышке пороховой камеры имеются отверстия для факельной трубки капсульного контакта, которая применяется при приведения огнемета в действие электрическим способом и для механического взрывателя. Факельная трубка служит для выхода пламени зажигательной звездки, воспламеняющей струю огнемета.
При механическом приведении огнемета в действие используется воспламенительный патрон РОКС-3. Механический взрыватель помещается во втулку крышки пороховой камеры и закрепляется накидной гайкой. На боевой взвод он ставится только перед производством выстрела.
В случае с электрическом приведением огнемета в действие, к электрическому контакту подсоединяется проводник от источника тока — аккумулятора. В этом случае для производства выстрела используется пиропатрон ПП-9.
Для перемещения ТПО-50, его наводки и восприятия отдачи при выстреле служит жесткий лафет простой конструкции. На поворотной оси лафета крепились либо два небольших колеса со сплошными резиновыми шинами, либо две деревянные лыжи. В походном положении на лафете перевозились три снаряженных ствола. При размещении на позиции на лафете крепился один ствол, задний сошник упирался в грунт или на любую иную твердую опору. При огнеметании под небольшими углами возвышения колеса или лыжи поднимались, лафет упирался в грунт также передним сошником, стрельба под большими (40-50°) углами возвышения велась с опушенными колесами или лыжами.
Наведение огнемета с помощью прицела производилось при стрельбе на дальность прямого выстрела, составлявшую 140 м при высоте цели 1,5 м. При стрельбе на дальности более 140 м прицел использовался для наведения по горизонтали, дальность определялась углом возвышения. Для изменения угла возвышения ствола служил поворотный кронштейн в передней части лафета.

## Модернизация
Модернизированный ТПО-50М отличался от ТПО-50 креплением корпуса на лафете (а также на приспособлении для снаряжения огнемета) с помощью двух проушин. Наличие прорезей в проушинах ствола и скоса в оси крепления ствола на лафете позволяло быстрее производить смену стволов на позиции. Газовое сопло в пороховой камере огнемета ТПО-50М объединено с колосником заряда. Ствол оснащён своего рода компенсатором, гасящим «подпрыгивание» под воздействием отдачи выстрела — на стакане пороховой камеры смонтировано реактивное сопло, через которое при производстве выстрела часть пороховых газов отводилась вверх, возникающая при этом реактивная сила прижимала ствол книзу.
Благодаря модернизации, удалось уменьшить время для изготовки огнемёта для выстрела — если для ТПО-50 подготовка к огнеметанию из походного положения занимала около 8-10 минут, то ТПО-50М — всего до 1,5-2 минут.